# Rinorea pubiflora
Rinorea pubiflora är en violväxtart som först beskrevs av George Bentham, och fick sitt nu gällande namn av Thomas Archibald Sprague och Sandwith. Rinorea pubiflora ingår i släktet Rinorea och familjen violväxter.

## Underarter
Arten delas in i följande underarter:
- R. p. andersonii
- R. p. grandifolia